# Eustis (Maine)
Eustis ist eine Town im Franklin County des Bundesstaates Maine in den Vereinigten Staaten. Im Jahr 2020 lebten dort 641 Einwohner in 737 Haushalten auf einer Fläche von 107,43 km².

## Geografie
Nach dem United States Census Bureau hat Eustis eine Gesamtfläche von 107,43 km², von denen 101,35 km² Land sind und 6,08 km² aus Gewässern bestehen.

### Geografische Lage
Eustis liegt zentral im Osten des Franklin Countys, an der Grenze zum Somerset County. Der Flagstaff Lake, ein Stausee, liegt im Südosten der Town. Aus südlicher Richtung mündet der South Branch of the Dead River in den Flagstaff Lake und aus nördlicher Richtung der North Branch of the Dead River. Der Flagstaff Lake entwässert über den Dead River, der im Kennebec River mündet. Die Oberfläche des Gebietes ist hügelig, höchste Erhebung ist der 555 m hohe Reed Hill im Westen von Eustis. Im Osten grenzt die Town an das im Somerset County liegende Bigelow Preserve.

### Nachbargemeinden
Alle Entfernungen sind als Luftlinien zwischen den offiziellen Koordinaten der Orte aus der Volkszählung 2010 angegeben.
- Norden: North Franklin, Unorganized Territory, 14,5 km
- Osten: Northwest Somerset, Unorganized Territory im Somerset County, 30,8 km
- Südosten Wyman, Unorganized Territory, 17,5 km
- Süden: Coplin, 5,3 km
- Westen: North Franklin, Unorganized Territory, 14,5 km

### Stadtgliederung
In Eustis gibt es drei Siedlungsgebiete: Eustis, Stratton und Tim Pond (ehemaliger Standort eines Postamts).

### Klima
Die mittlere Durchschnittstemperatur in Eustis liegt zwischen −11,7 °C (11 °Fahrenheit) im Januar und 16,7 °C (62 °Fahrenheit) im Juli. Damit ist der Ort gegenüber dem langjährigen Mittel der USA um etwa 9 Grad kühler. Die Schneefälle zwischen Oktober und Mai liegen mit bis zu zweieinhalb Metern mehr als doppelt so hoch wie die mittlere Schneehöhe in den USA; die tägliche Sonnenscheindauer liegt am unteren Rand des Wertespektrums der USA.

## Geschichte
Die südliche Hälfte der Town wurde durch einen Grant der Massachusetts Bath Academy Association vergeben. Diesen erwarben Gilman und Redington aus Waterville. Der erste Siedler auf dem Gebiet war Caleb Stevens aus New Hampshire mit seiner Frau und neun Kindern. Weitere Siedler folgten. Der Grant wurde an Kapitän Pettingill und Oberst Herrick aus Lewiston verkauft. Nach weiteren Verkäufen erwarben Gibson, Fogg und Company aus Fairfield den Grant. Die nördliche Hälfte von Eustice wurde 1831 von Clark aus Massachusetts erworben. Später erwarb der ehemalige Gouverneur Abner Coburn das Land gemeinsam mit seinen Brüdern.
Eine erste Organisation des Gebietes fand im Jahr 1840 in der Form einer Plantation unter dem Namen Hannover statt. Gemeinsam mit allen anderen bewohnten Gebieten wurde auch Hannover zur Plantation Jackson zusammengefasst. Nachdem im Jahr 1857 ein Gesetz der Legislative von Maine die Organisation von mehr als einem Township in einer Plantation untersagte, wurde das Gebiet des ursprünglichen Township Nr. 1, 4. Range unabhängig von den anderen am 30. März 1857 neu unter dem Namen Eustis zu Ehren des früheren Eigentümers der nördlichen Hälfte als Plantation, Charles Eustis, organisiert. Diese wurde am 18. Februar 1871 in die Organisationsform Town überführt.

### Einwohnerentwicklung
| Volkszählungsergebnisse – Town of Eustis, Maine | Volkszählungsergebnisse – Town of Eustis, Maine | Volkszählungsergebnisse – Town of Eustis, Maine | Volkszählungsergebnisse – Town of Eustis, Maine | Volkszählungsergebnisse – Town of Eustis, Maine | Volkszählungsergebnisse – Town of Eustis, Maine | Volkszählungsergebnisse – Town of Eustis, Maine | Volkszählungsergebnisse – Town of Eustis, Maine | Volkszählungsergebnisse – Town of Eustis, Maine | Volkszählungsergebnisse – Town of Eustis, Maine | Volkszählungsergebnisse – Town of Eustis, Maine |
| Jahr                                            | 1800                                            | 1810                                            | 1820                                            | 1830                                            | 1840                                            | 1850                                            | 1860                                            | 1870                                            | 1880                                            | 1890                                            |
| ----------------------------------------------- | ----------------------------------------------- | ----------------------------------------------- | ----------------------------------------------- | ----------------------------------------------- | ----------------------------------------------- | ----------------------------------------------- | ----------------------------------------------- | ----------------------------------------------- | ----------------------------------------------- | ----------------------------------------------- |
| Einwohner                                       |                                                 |                                                 |                                                 |                                                 |                                                 |                                                 |                                                 | 342                                             | 302                                             | 321                                             |
| Jahr                                            | 1900                                            | 1910                                            | 1920                                            | 1930                                            | 1940                                            | 1950                                            | 1960                                            | 1970                                            | 1980                                            | 1990                                            |
| Einwohner                                       | 436                                             | 508                                             | 589                                             | 601                                             | 707                                             | 763                                             | 666                                             | 595                                             | 582                                             | 616                                             |
| Jahr                                            | 2000                                            | 2010                                            | 2020                                            | 2030                                            | 2040                                            | 2050                                            | 2060                                            | 2070                                            | 2080                                            | 2090                                            |
| Einwohner                                       | 685                                             | 618                                             | 641                                             |                                                 |                                                 |                                                 |                                                 |                                                 |                                                 |                                                 |

## Kultur und Sehenswürdigkeiten

### Bauwerke
Das Ora Blanchard House wurde 1980 unter Denkmalschutz gestellt und unter der Register-Nr. 80000215 ins National Register of Historic Places aufgenommen.

## Wirtschaft und Infrastruktur

### Verkehr
Die Maine State  Route 27 verläuft entlang des Flagstaff Lakes in nordsüdliche Richtung. Sie verbindet Eustis im Norden mit der kanadischen Grenze und im Süden mit Farmington und dem U.S. Highway 2. Im Süden mündet die Maine State Route 16 auf ihr. 

### Öffentliche Einrichtungen
In Eustis gibt es keine medizinischen Einrichtungen. Die nächstgelegenen befinden sich in Kingfield, Bingham und Rangeley.
Eustis besitzt eine eigene Bücherei, die Stratton Public Library. Sie befindet sich in der Main Street im Village Stratton.

### Bildung
Eustis ist im Jahr 2013 aus dem MSAD58 School District ausgeschieden. Seitdem wird die Schulbildung in Eustis durch das Eustis School Department organisiert. Die Stratton Elementary School wird von den Schulkindern der Town und der umliegenden Gebiete besucht. Die nächstgelegene High School ist die Mt. Abram High School.